# Melanitis enganica
Melanitis enganica är en fjärilsart som beskrevs av Hans Fruhstorfer 1911. Melanitis enganica ingår i släktet Melanitis och familjen praktfjärilar. Inga underarter finns listade i Catalogue of Life.